# Zakrzewo (gmina w województwie kujawsko-pomorskim)
Zakrzewo (do 1954 gmina Sędzin) – gmina wiejska w województwie kujawsko-pomorskim, w powiecie aleksandrowskim. W latach 1975–76 i 1982–98 gmina położona była w województwie włocławskim.
Siedzibą gminy jest Zakrzewo.
Według danych z 2010 roku gminę zamieszkiwało 3580 osób.

## Historia
W latach 1867–1954 obszar gminy Zakrzewo przynależał przede wszystkim do gminy Sędzin oraz częściowo do gmin Bądkowo (Siniarzewo i Sinki) i Koneck (Seroczki).
Gmina zbiorowa Zakrzewo powstała po raz pierwszy 1 stycznia 1973 roku w powiecie aleksandrowskim w województwie bydgoskim w związku z reformą administracyjną kraju. W jej skład weszło 17 sołectw: Bachorza, Bodzanowo, Gęsin, Gosławice, Kobielice, Kuczkowo, Lepsze, Michałowo, Seroczki, Sędzin I, Sędzinek (później przekształcona w Sędzin II), Sinki, Siniarzewo, Ujma Duża, Wola Bachorna, Zakrzewo i Zarębowo.
1 czerwca 1975 roku gmina weszła w skład nowo utworzonego woj. włocławskiego.
15 stycznia 1976 roku gminę Zakrzewo zniesiono, a jej tereny przyłączono do gmin:
- Dobre – obszary sołectw: Bachorza, Bodzanowo, Kobielice, Kuczkowo, Lepsze, Michałowo, Sędzin I, Sędzin II, Wola Bachorna i Zarębowo,
- Koneck – obszary sołectw: Gęsin, Gosławice, Seroczki, Sinki, Siniarzewo, Ujma Duża i Zakrzewo.

1 października 1982 roku gminę Zakrzewo reaktywowano o identycznym obszarze co w latach 1973–1976.
W 1999 roku gmina Zakrzewo powróciła do reaktywowanego powiatu aleksandrowskiego w nowo utworzonym województwie kujawsko-pomorskim.

## Struktura powierzchni
Według danych z roku 2002 gmina Zakrzewo ma obszar 76,08 km², w tym:
- użytki rolne: 91%
- użytki leśne: 3%

Gmina stanowi 16% powierzchni powiatu.

## Demografia

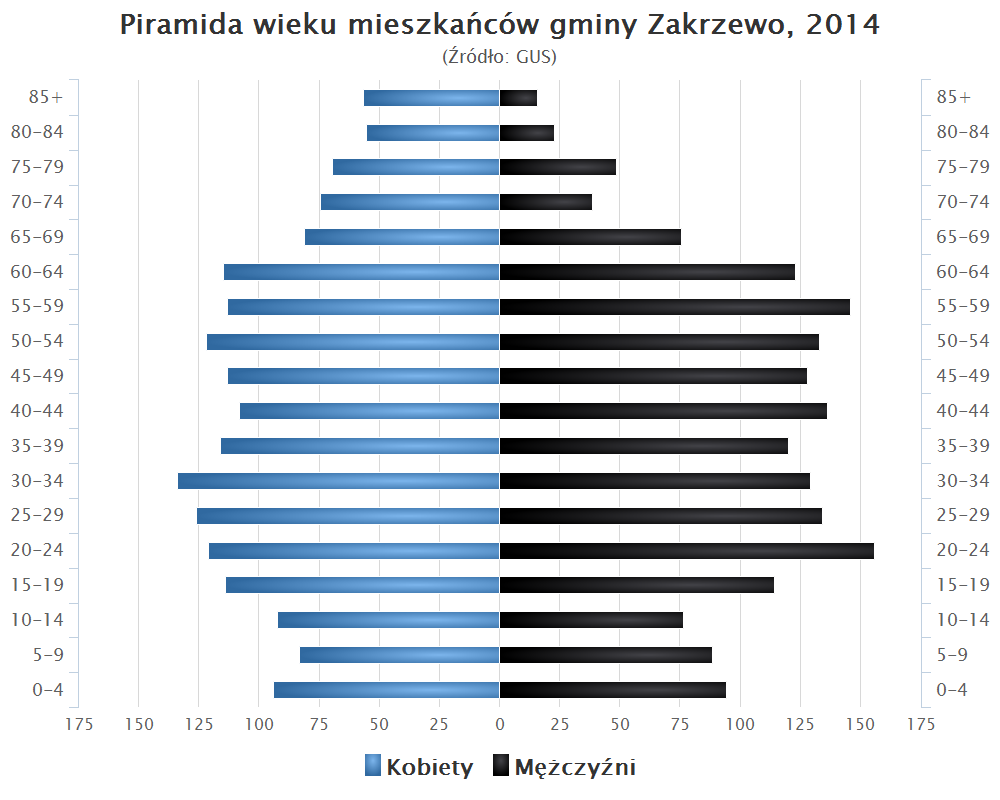
Piramida wieku mieszkańców gminy Zakrzewo w 2014 roku

Dane z 31 grudnia 2010:
| Opis                              | Ogółem | Ogółem | Kobiety | Kobiety | Mężczyźni | Mężczyźni |
| --------------------------------- | ------ | ------ | ------- | ------- | --------- | --------- |
| jednostka                         | osób   | %      | osób    | %       | osób      | %         |
| populacja                         | 3580   | 100    | 1796    | 50      | 1784      | 50        |
| gęstość zaludnienia (mieszk./km²) | 47     | 47     | 24      | 24      | 23        | 23        |

## Zabytki
Wykaz zarejestrowanych zabytków nieruchomych na terenie gminy:
- zespół dworski z drugiej połowy XIX w. w Seroczkach, obejmujący: dwór z 1880,  park i kaplicę drewnianą z 1780 roku, nr 222/A z 20.05.1987 roku
- drewniany kościół parafii pod wezwaniem św. Mateusza z połowy XVIII w. w Sędzinie, nr 28/312 z 01.06.1955 roku
- park dworski z drugiej połowy XVIII w. w Siniarzewie, nr A/25 z 3.07.2000 roku
- drewniany kościół parafii pod wezwaniem. św. Józefa z 1745 roku w Zakrzewie, nr 30/314 z 01.06.1955 roku
- zespół dworski z połowy XIX w. w Zakrzewie, obejmujący: dwór (obecnie szkoła); park; dom strażnika granicznego, nr 205/A z 05.05.1986 roku

## Sołectwa
Bachorza, Gęsin, Gosławice, Kobielice, Kolonia Bodzanowska, Kuczkowo, Lepsze, Michałowo, Seroczki, Sędzin, Sędzin-Kolonia, Siniarzewo, Sinki, Ujma Duża, Wola Bachorna, Zakrzewo, Zarębowo.

## Miejscowości niesołeckie
Kolonia Serocka, Sędzinek.

## Sąsiednie gminy
Bądkowo, Dąbrowa Biskupia, Dobre, Koneck, Osięciny